# Huddinge-Botkyrka kontrakt
Huddinge-Botkyrka kontrakt är ett kontrakt inom Svenska kyrkan i Stockholms stift.
Kontraktskoden är 1316. 

## Administrativ historik
Kontraktet bildades 1995 när följande församlingar tillfördes från Södertörns kontrakt
- Botkyrka församling
- Huddinge församling
- Trångsunds församling som 2012 namnändrades till Trångsund-Skogås församling
- Tumba församling som 2006 (åter)uppgick i Botkyrka församling
- S:t Mikaels församling
- Flemingsbergs församling
- Tullinge församling som 2006 (åter)uppgick i Botkyrka församling

## Kontraktsprostar
| Ämbetstid | Namn            | Levnadstid | Kommentarer |
| --------- | --------------- | ---------- | ----------- |
| 2018–     | Torbjörn Strand |            | [ 1 ]       |